# Wereldkampioenschap superbike van Losail 2008
Het wereldkampioenschap superbike van Losail 2008 was de eerste ronde van het wereldkampioenschap superbike en het wereldkampioenschap Supersport 2008. De races werden verreden op 23 februari 2008 op het Losail International Circuit nabij Doha, Qatar.

## Superbike

### Race 1
| Pos | Nr  | Rijder            | Constructeur | Rondes | Tijd        | Grid | Punten |
| --- | --- | ----------------- | ------------ | ------ | ----------- | ---- | ------ |
| 1   | 21  | Troy Bayliss      | Ducati       | 18     | 36:11.468   | 7    | 25     |
| 2   | 3   | Max Biaggi        | Ducati       | 18     | +0.396      | 3    | 20     |
| 3   | 11  | Troy Corser       | Yamaha       | 18     | +1.878      | 1    | 16     |
| 4   | 111 | Rubén Xaus        | Ducati       | 18     | +4.487      | 2    | 13     |
| 5   | 76  | Max Neukirchner   | Suzuki       | 18     | +7.505      | 4    | 11     |
| 6   | 7   | Carlos Checa      | Honda        | 18     | +9.639      | 9    | 10     |
| 7   | 10  | Fonsi Nieto       | Suzuki       | 18     | +9.725      | 11   | 9      |
| 8   | 34  | Yukio Kagayama    | Suzuki       | 18     | +19.537     | 8    | 8      |
| 9   | 84  | Michel Fabrizio   | Ducati       | 18     | +23.156     | 10   | 7      |
| 10  | 96  | Jakub Smrž        | Ducati       | 18     | +24.429     | 12   | 6      |
| 11  | 44  | Roberto Rolfo     | Honda        | 18     | +27.595     | 15   | 5      |
| 12  | 54  | Kenan Sofuoğlu    | Honda        | 18     | +27.979     | 14   | 4      |
| 13  | 36  | Gregorio Lavilla  | Honda        | 18     | +28.237     | 13   | 3      |
| 14  | 41  | Noriyuki Haga     | Yamaha       | 18     | +30.205     | 6    | 2      |
| 15  | 55  | Régis Laconi      | Kawasaki     | 18     | +31.882     | 25   | 1      |
| 16  | 57  | Lorenzo Lanzi     | Ducati       | 18     | +32.067     | 5    |        |
| 17  | 31  | Karl Muggeridge   | Honda        | 18     | +40.745     | 18   |        |
| 18  | 86  | Ayrton Badovini   | Kawasaki     | 18     | +41.280     | 16   |        |
| 19  | 13  | Vittorio Iannuzzo | Kawasaki     | 18     | +41.333     | 21   |        |
| 20  | 194 | Sébastien Gimbert | Yamaha       | 18     | +41.743     | 17   |        |
| 21  | 38  | Shinichi Nakatomi | Yamaha       | 18     | +43.183     | 26   |        |
| 22  | 23  | Ryuichi Kiyonari  | Honda        | 18     | +43.569     | 20   |        |
| 23  | 94  | David Checa       | Yamaha       | 18     | +43.892     | 19   |        |
| 24  | 83  | Russell Holland   | Honda        | 18     | +50.380     | 22   |        |
| 25  | 88  | Shuhei Aoyama     | Honda        | 18     | +1:12.884   | 27   |        |
| DNF | 22  | Luca Morelli      | Honda        | 12     | Uitgevallen | 24   |        |
| DNF | 77  | Loïc Napoleone    | Yamaha       | 12     | Uitgevallen | 28   |        |
| DNF | 100 | Makoto Tamada     | Kawasaki     | 5      | Uitgevallen | 23   |        |

### Race 2
| Pos | Nr  | Rijder            | Constructeur | Rondes | Tijd        | Grid | Punten |
| --- | --- | ----------------- | ------------ | ------ | ----------- | ---- | ------ |
| 1   | 10  | Fonsi Nieto       | Suzuki       | 18     | 36:12.963   | 11   | 25     |
| 2   | 111 | Rubén Xaus        | Ducati       | 18     | +0.301      | 2    | 20     |
| 3   | 3   | Max Biaggi        | Ducati       | 18     | +1.321      | 3    | 16     |
| 4   | 21  | Troy Bayliss      | Ducati       | 18     | +6.452      | 7    | 13     |
| 5   | 84  | Michel Fabrizio   | Ducati       | 18     | +7.627      | 10   | 11     |
| 6   | 57  | Lorenzo Lanzi     | Ducati       | 18     | +9.117      | 5    | 10     |
| 7   | 11  | Troy Corser       | Yamaha       | 18     | +10.806     | 1    | 9      |
| 8   | 76  | Max Neukirchner   | Suzuki       | 18     | +11.661     | 4    | 8      |
| 9   | 96  | Jakub Smrž        | Ducati       | 18     | +13.269     | 12   | 7      |
| 10  | 54  | Kenan Sofuoğlu    | Honda        | 18     | +14.563     | 14   | 6      |
| 11  | 7   | Carlos Checa      | Honda        | 18     | +15.953     | 9    | 5      |
| 12  | 100 | Makoto Tamada     | Kawasaki     | 18     | +16.748     | 23   | 4      |
| 13  | 41  | Noriyuki Haga     | Yamaha       | 18     | +18.356     | 6    | 3      |
| 14  | 36  | Gregorio Lavilla  | Honda        | 18     | +26.311     | 13   | 2      |
| 15  | 44  | Roberto Rolfo     | Honda        | 18     | +26.560     | 15   | 1      |
| 16  | 55  | Régis Laconi      | Kawasaki     | 18     | +26.683     | 25   |        |
| 17  | 86  | Ayrton Badovini   | Kawasaki     | 18     | +26.821     | 16   |        |
| 18  | 194 | Sébastien Gimbert | Yamaha       | 18     | +28.650     | 17   |        |
| 19  | 23  | Ryuichi Kiyonari  | Honda        | 18     | +33.150     | 20   |        |
| 20  | 31  | Karl Muggeridge   | Honda        | 18     | +36.656     | 18   |        |
| 21  | 83  | Russell Holland   | Honda        | 18     | +42.633     | 22   |        |
| 22  | 88  | Shuhei Aoyama     | Honda        | 18     | +55.352     | 27   |        |
| DNF | 13  | Vittorio Iannuzzo | Kawasaki     | 17     | Ongeluk     | 21   |        |
| DNF | 38  | Shinichi Nakatomi | Yamaha       | 11     | Uitgevallen | 26   |        |
| DNF | 77  | Loïc Napoleone    | Yamaha       | 9      | Ongeluk     | 28   |        |
| DNF | 94  | David Checa       | Yamaha       | 8      | Uitgevallen | 19   |        |
| DNF | 22  | Luca Morelli      | Honda        | 4      | Uitgevallen | 24   |        |
| DNF | 34  | Yukio Kagayama    | Suzuki       | 0      | Ongeluk     | 8    |        |

## Supersport
| Pos | Nr  | Rijder               | Constructeur | Rondes | Tijd        | Grid | Punten |
| --- | --- | -------------------- | ------------ | ------ | ----------- | ---- | ------ |
| 1   | 23  | Broc Parkes          | Yamaha       | 18     | 37:05.271   | 5    | 25     |
| 2   | 26  | Joan Lascorz         | Honda        | 18     | +0.048      | 6    | 20     |
| 3   | 18  | Craig Jones          | Honda        | 18     | +0.755      | 2    | 16     |
| 4   | 25  | Josh Brookes         | Honda        | 18     | +9.502      | 12   | 13     |
| 5   | 14  | Matthieu Lagrive     | Honda        | 18     | +11.962     | 3    | 11     |
| 6   | 77  | Barry Veneman        | Suzuki       | 18     | +17.428     | 13   | 10     |
| 7   | 127 | Robbin Harms         | Honda        | 18     | +17.660     | 22   | 9      |
| 8   | 44  | David Salom          | Yamaha       | 18     | +17.888     | 9    | 8      |
| 9   | 9   | Chris Walker         | Kawasaki     | 18     | +25.883     | 20   | 7      |
| 10  | 105 | Gianluca Vizziello   | Honda        | 18     | +32.236     | 16   | 6      |
| 11  | 38  | Grégory Leblanc      | Honda        | 18     | +32.573     | 17   | 5      |
| 12  | 47  | Ivan Clementi        | Triumph      | 18     | +35.117     | 8    | 4      |
| 13  | 17  | Miguel Praia         | Honda        | 18     | +36.390     | 18   | 3      |
| 14  | 31  | Vesa Kallio          | Honda        | 18     | +36.608     | 23   | 2      |
| 15  | 21  | Katsuaki Fujiwara    | Kawasaki     | 18     | +37.096     | 19   | 1      |
| 16  | 83  | Didier Van Keymeulen | Suzuki       | 18     | +38.526     | 27   |        |
| 17  | 37  | William De Angelis   | Honda        | 18     | +42.675     | 26   |        |
| 18  | 4   | Lorenzo Alfonsi      | Kawasaki     | 18     | +43.375     | 24   |        |
| 19  | 32  | Mirko Giansanti      | Honda        | 18     | +44.319     | 25   |        |
| 20  | 51  | Santiago Barragán    | Honda        | 18     | +45.924     | 30   |        |
| 21  | 57  | Ilario Dionisi       | Triumph      | 18     | +47.277     | 29   |        |
| 22  | 72  | Attila Magda         | Honda        | 18     | +1:24.963   | 34   |        |
| 23  | 199 | Danilo Dell'Omo      | Honda        | 18     | +1:25.440   | 33   |        |
| 24  | 888 | Josep Pedro Subirats | Yamaha       | 17     | +1 ronde    | 36   |        |
| DNF | 99  | Fabien Foret         | Yamaha       | 17     | Uitgevallen | 1    |        |
| DNF | 75  | Luka Nedog           | Honda        | 15     | Ongeluk     | 32   |        |
| DNF | 24  | Garry McCoy          | Triumph      | 7      | Uitgevallen | 7    |        |
| DNF | 15  | Gergő Talmácsi       | Honda        | 7      | Uitgevallen | 35   |        |
| DNF | 8   | Mark Aitchison       | Triumph      | 6      | Ongeluk     | 11   |        |
| DNF | 81  | Graeme Gowland       | Honda        | 6      | Uitgevallen | 15   |        |
| DNF | 121 | Arnaud Vincent       | Kawasaki     | 5      | Uitgevallen | 31   |        |
| DNF | 65  | Jonathan Rea         | Honda        | 1      | Uitgevallen | 4    |        |
| DNF | 88  | Andrew Pitt          | Honda        | 1      | Uitgevallen | 10   |        |
| DNF | 61  | Andrea Antonelli     | Honda        | 0      | Uitgevallen | 21   |        |
| DNF | 69  | Gianluca Nannelli    | Honda        | 0      | Uitgevallen | 14   |        |
| DNF | 55  | Massimo Roccoli      | Yamaha       | 0      | Uitgevallen | 28   |        |

## Tussenstanden na wedstrijd

### Superbike
| Pos | Nr  | Rijder       | Team   | Punten |
| --- | --- | ------------ | ------ | ------ |
| 1   | 21  | Troy Bayliss | Ducati | 38     |
| 2   | 3   | Max Biaggi   | Ducati | 36     |
| 3   | 10  | Fonsi Nieto  | Suzuki | 34     |
| 4   | 111 | Rubén Xaus   | Ducati | 33     |
| 5   | 11  | Troy Corser  | Yamaha | 25     |

### Supersport
| Pos | Nr | Rijder           | Team   | Punten |
| --- | -- | ---------------- | ------ | ------ |
| 1   | 23 | Broc Parkes      | Yamaha | 25     |
| 2   | 26 | Joan Lascorz     | Honda  | 20     |
| 3   | 18 | Craig Jones      | Honda  | 16     |
| 4   | 25 | Josh Brookes     | Honda  | 13     |
| 5   | 14 | Matthieu Lagrive | Honda  | 11     |

2005 · 2006 · 2007 · 2008 · 2009 · 2014 · 2015 · 2016 · 2017 · 2018 · 2019